# Taufbecken (Niederzissen)

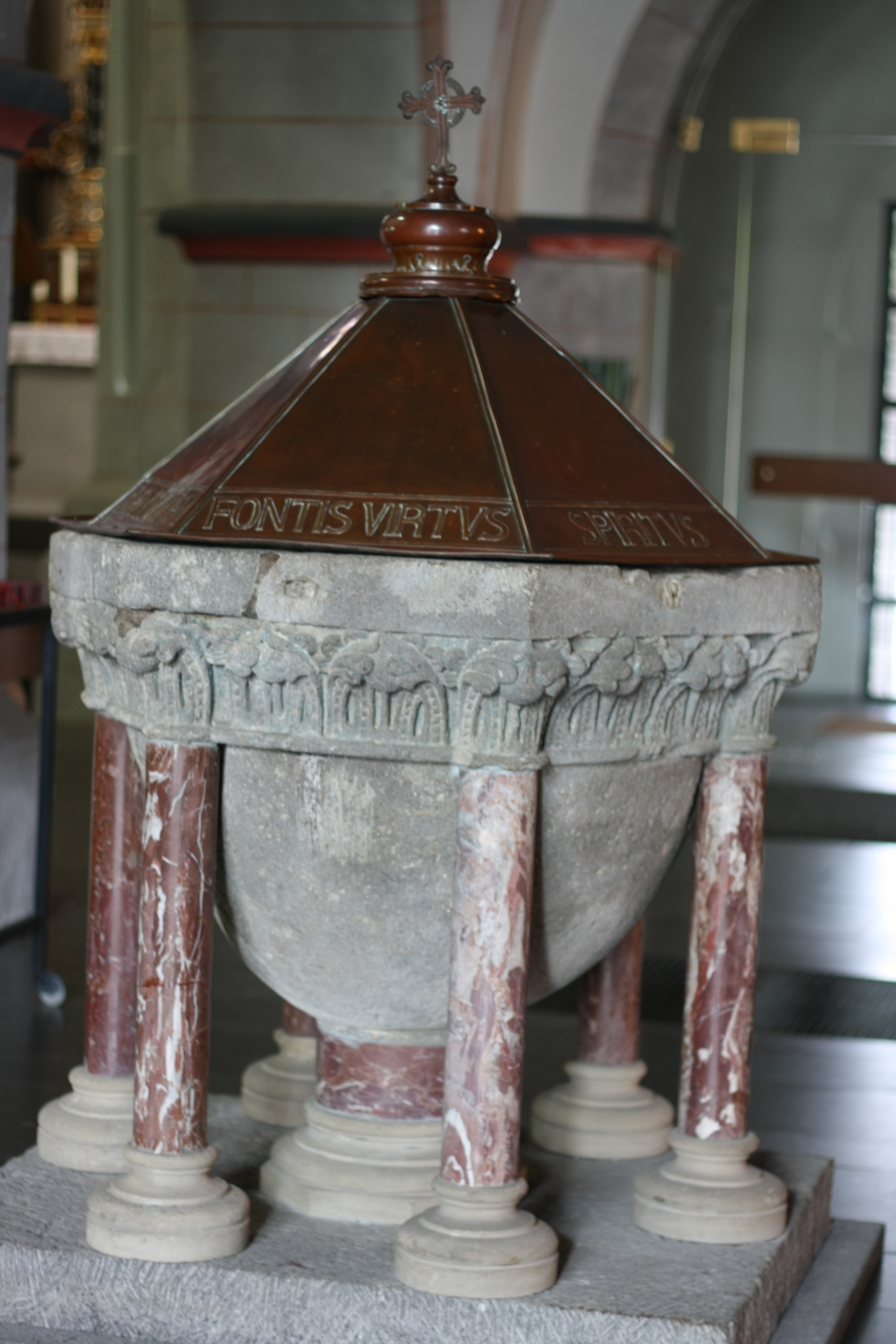
Taufbecken in Niederzissen

Das Taufbecken in der Pfarrkirche St. Germanus in Niederzissen, einer Ortsgemeinde im Landkreis Ahrweiler in Rheinland-Pfalz, wurde im 13. Jahrhundert geschaffen. Das Taufbecken ist ein geschütztes Kulturdenkmal.
Der romanische Taufbecken aus Basaltlava wurde um 1230 hergestellt. Er ist einen Meter hoch und 87 cm im Durchmesser. Der in Form eines Pokals geschaffene Taufbecken besitzt am oberen Rand sechs Seiten und darunter einen umlaufenden Fries in Akanthusform, der um die Kapitelle der sechs Säulen verkröpft ist. 
Die Säulen, der Sockel und die Abdeckung des Taufbeckens sind aus neuerer Zeit.